# Comins Mansfield
Comins Mansfield est un problémiste anglais né le 14 juin 1896 à Witheridge et mort le 28 mars 1984. Il est l'auteur de près de 1300 problèmes, principalement des mats en deux coups. Il a été un des maîtres de l'école du Good Companion (années 1910 et 1920), puis du problème moderne. 

## Biographie
Découvrant la rubrique de problèmes d'échecs du British Chess Magazine(1910), il se mit encore adolescent à composer ses propres études et obtint un premier prix de composition échiquéenne pour un deux coups paru dans un journal de Plymouth.
Après des études élémentaires, il fut embauché par la compagnie de tabac W. D. & H. O. Wills, où il fit toute sa carrière, d'abord à Bristol puis à Glasgow. De 1927 à 1934, il remporta chaque année le championnat du comté du Gloucestershire. Dès 1936, Alain C. White publiait 100 de ses compositions dans un recueil : A Genius of the Two-Mover ; White édita en 1944 un tirage limité du recueil de Mansfield : Adventures in Composition – The Art of the Two Move Chess Problem, un exposé de ses méthodes de composition, réimprimé cependant en 1948.
Mansfield a obtenu le titre de juge international en 1957, de maître international pour la composition échiquéenne en 1959 et de Grand maître international pour la composition échiquéenne à sa création en 1972.
Mansfield a occupé les fonctions de président de la British Chess Problem Society de 1949 à 1951, puis de président de la commission du problème auprès de la Fédération internationale des échecs de 1964 à 1971 et de président honoraire de cette commission à partir de 1972.